# مداخله بشردوستانه
مداخله بشردوستانه (به انگلیسی: Humanitarian intervention) عبارت است از استفاده یا تهدید به نیروی نظامی توسط یک دولت (یا دولتها) در آن سوی مرزها با هدف پایان دادن به نقض شدید و گسترده حقوق بشر در کشوری که اجازه استفاده از زور را نداده است. مداخلات بشردوستانه با هدف پایان دادن به نقض حقوق بشر افراد غیر از شهروندان دولت مداخله گر انجام می شود. مداخلات بشردوستانه تنها به منظور کاهش بدترین اشکال رنج است، به این معنی که حفظ صلح، ایجاد صلح و کمک های توسعه تحت تعریف مداخله بشردوستانه قرار نمی گیرد.
هیچ تعریف واحد حقوقی یا استانداردی برای مداخله بشردوستانه وجود ندارد. حوزه تحلیل (مانند حقوق، اخلاق یا سیاست) اغلب بر تعریف انتخاب شده تأثیر می گذارد. تفاوت در تعریف شامل تغییرات در این است که آیا مداخله بشردوستانه محدود به مواردی است که عدم رضایت دولت میزبان وجود دارد. آیا مداخله بشردوستانه محدود به اقدامات تنبیهی است؟ و اینکه آیا مداخله بشردوستانه محدود به مواردی است که مجوز صریح شورای امنیت سازمان ملل برای اقدام وجود داشته باشد. با این وجود، یک اجماع کلی در مورد برخی از ویژگی های اساسی آن وجود دارد:
مداخله بشردوستانه شامل تهدید و استفاده از نیروهای نظامی به عنوان یک ویژگی اصلی است
این یک مداخله است به این معنا که مستلزم مداخله در امور داخلی یک کشور از طریق اعزام نیروهای نظامی به قلمرو یا حریم هوایی یک کشور مستقل است که اقدام تجاوزکارانه ای علیه دولت دیگری مرتکب نشده است.
این مداخله در پاسخ به موقعیت هایی است که لزوماً تهدیدی مستقیم برای منافع استراتژیک دولت ها نیست، بلکه با انگیزه اهداف بشردوستانه صورت می گیرد.
مفهوم حقوق بین الملل عرفی مداخله بشردوستانه به هوگو گروتیوس و سیاست اروپا در قرن هفدهم برمی گردد. با این حال، منشور ملل متحد، که استفاده از زور را در روابط بین‌الملل ممنوع می‌کند، جایگزین آن قانون عرفی شده است.  نوع و فراوانی مداخلات بشردوستانه از قرن نوزدهم با افزایش گسترده مداخلات بشردوستانه از پایان جنگ سرد به شدت تغییر کرده است. از نظر تاریخی، مداخلات بشردوستانه به نجات شهروندان خود در ایالت های دیگر یا نجات گروه های قومی یا مذهبی مشابه (مثلاً کشورهای مسیحی که به نمایندگی از مسیحیان در کشورهای غیر مسیحی مداخله می کنند) محدود می شد. در طول قرن بیستم (به ویژه پس از پایان جنگ سرد)، موضوعاتی که ارزش مداخله بشردوستانه را دارند فراتر از گروه‌های مشابه مذهبی و قومی گسترش یافت و همه مردم را دربر گرفت.
موضوع مداخله بشردوستانه به عنوان یک موضوع قانع کننده سیاست خارجی باقی مانده است، به ویژه از زمان مداخله ناتو در کوزوو در سال 1999، زیرا تنش بین اصل حاکمیت دولت - یک ستون تعیین کننده سیستم سازمان ملل متحد و حقوق بین الملل - و هنجارهای بین المللی در حال تحول مرتبط را برجسته می کند. به حقوق بشر و استفاده از زور. علاوه بر این، بحث‌های هنجاری و تجربی در مورد قانونی بودن آن، اخلاقیات استفاده از نیروی نظامی برای پاسخ به نقض حقوق بشر، زمانی که باید رخ دهد، چه کسی باید مداخله کند،  و اینکه آیا موثر است، برانگیخته است. از نظر حامیان آن، اقدامی ضروری در مواجهه با نقض حقوق بشر، در مورد حقوق حاکمیت دولت است، در حالی که برای مخالفان آن اغلب به عنوان بهانه ای برای مداخله نظامی اغلب فاقد مجوز قانونی در نظر گرفته می شود (در واقع یک هنجار عرفی جدید است. مستلزم تمرین کافی دولت است) که به طور انتخابی مستقر شده و تنها به اهداف مبهم دست می یابد. استفاده مکرر از آن پس از پایان جنگ سرد به بسیاری نشان داد که هنجار جدیدی از مداخله بشردوستانه نظامی در سیاست بین‌الملل در حال ظهور است، اگرچه برخی [چه کسی؟] اکنون استدلال می‌کنند که حملات تروریستی 11 سپتامبر و «جنگ علیه تروریسم» آمریکا دوران مداخله بشردوستانه را به پایان رسانده اند.